# 飞竹镇
飞竹镇是中国福建省福州市罗源县下辖的一个镇，地处罗源县西部，东邻西兰乡、中房镇，南与连江县蓼沿乡、小沧乡接壤，西接霍口乡，北与古田县杉洋镇、大甲乡交界。
唐大中元年（847年），属罗源场，后历代皆归罗源县管辖。1958年，置飞竹公社。1984年，公社改乡。1994年，乡改镇。

## 行政区划
飞竹镇下辖以下地区：
飞竹社区、洋柄社区、蛤蟆石村、陶洋村、官路下村、梧桐村、马洋村、刘洋村、潘洋村、上地村、洋头村、仓前村、丰余村、外坂村、大湖村、斌溪村、安后村和西禄村，塔里洋村共19个村